# Kozłówek (województwo podkarpackie)
Kozłówek – wieś w Polsce położona w województwie podkarpackim, w powiecie strzyżowskim, w gminie Wiśniowa.
| SIMC    | Nazwa    | Rodzaj    |
| ------- | -------- | --------- |
| 0667017 | Podlesie | część wsi |
| 0667023 | Rzeki    | część wsi |

W latach 1975–1998 miejscowość administracyjnie należała do województwa rzeszowskiego.
W Kozłówku urodził się biskup Jan Niemiec, sufragan diecezji kaminiecko-podolskiej na Ukrainie.
W miejscowości działa klub sportowy Huragan Kozłówek założony w r. 1947.